# Râul înghețat
Râul înghețat (titlu original: Frozen River) este un film de Crăciun american din 2008 regizat de Courtney Hunt. Rolurile principale au fost interpretate de actorii  Melissa Leo, Misty Upham, Charlie McDermott, Michael O'Keefe și Mark Boone Junior.

## Prezentare
Vânzătoarea Ray Eddy locuiește împreună cu cei doi fii ai săi într-o rulotă din statul New York, în apropiere de granița cu Canada. După dispariția soțului, familia abia supraviețuiește, iar banii plătiți pentru noua casă ar putea dispărea dacă următoarea plată nu se face în zilele următoare. În timp ce își caută soțul în Rezervația Mohawk, Ray întâlnește o tânără indiancă pe nume Lila Littlewolf. Acesta din urmă este implicată în contrabandă și în curând o atrage pe Ray în activitatea de transport al imigranților ilegali pe gheața râului înghețat care separă Canada de Statele Unite.

## Distribuție
- Melissa Leo - Ray Eddy
- Misty Upham - Lila Littlewolf
- Charlie McDermott - Troy "T.J." Eddy, Jr.
- Michael O'Keefe - Trooper Kennedy
- Mark Boone Junior - Jacques Bruno
- James Reilly - Ricky Eddy
- Dylan Carusona - Jimmy
- Jay Klaitz - Guy Versailles
- Michael Sky - Billy Three Rivers
- John Canoe - Bernie Littlewolf

## Premii și nominalizări
| An   | Ceremonie                                        | Categorie                              | Beneficiar(i)     | Rezultat     |
| ---- | ------------------------------------------------ | -------------------------------------- | ----------------- | ------------ |
| 2008 | 13th Satellite Awards                            | Top 10 Filme                           | Frozen River      | Nominalizare |
| 2008 | 13th Satellite Awards                            | Cel mai bun film - dramă               | Frozen River      | Nominalizare |
| 2008 | 13th Satellite Awards                            | Cea mai bună actriță - dramă           | Melissa Leo       | Nominalizare |
| 2008 | 13th Satellite Awards                            | Cel mai bun scenariu - Original        | Courtney Hunt     | Nominalizare |
| 2008 | 14th Critics' Choice Awards                      | Cea mai bună actriță                   | Melissa Leo       | Nominalizare |
| 2008 | 15th Screen Actors Guild Awards                  | Cea mai bună actriță în rol principal  | Melissa Leo       | Nominalizare |
| 2008 | 24th Independent Spirit Awards                   | Cel mai bun film de lungmetraj         | Frozen River      | Nominalizare |
| 2008 | 24th Independent Spirit Awards                   | Cel mai bun regizor                    | Courtney Hunt     | Nominalizare |
| 2008 | 24th Independent Spirit Awards                   | Cea mai bună actriță în rol principal  | Melissa Leo       | Câștigat     |
| 2008 | 24th Independent Spirit Awards                   | Cel mai bun actor în rol secundar      | Charlie McDermott | Nominalizare |
| 2008 | 24th Independent Spirit Awards                   | Cea mai bună actriță în rol secundar   | Misty Upham       | Nominalizare |
| 2008 | 24th Independent Spirit Awards                   | Cel mai bun primul scenariu            | Courtney Hunt     | Nominalizare |
| 2008 | 81st Academy Awards                              | Cea mai bună actriță                   | Melissa Leo       | Nominalizare |
| 2008 | 81st Academy Awards                              | Cel mai bun scenariu - original        | Courtney Hunt     | Nominalizare |
| 2008 | 2008 Los Angeles Film Critics Association Awards | Cea mai bună actriță                   | Melissa Leo       | Nominalizare |
| 2008 | 2008 National Society of Film Critics Awards     | Cea mai bună actriță                   | Melissa Leo       | Nominalizare |
| 2008 | 2008 New York Film Critics Circle Awards         | Cel mai bun film de debut              | Frozen River      | Câștigat     |
| 2008 | 2008 New York Film Critics Circle Awards         | Cea mai bună actriță                   | Melissa Leo       | Nominalizare |
| 2008 | American Indian Film Festival                    | Cea mai bună actriță în rol secundar   | Misty Upham       | Câștigat     |
| 2008 | Central Ohio Film Critics Association            | Cea mai bună actriță                   | Melissa Leo       | Câștigat     |
| 2008 | Central Ohio Film Critics Association            | Cea mai bună actriță în rol secundar   | Misty Upham       | Nominalizare |
| 2008 | Central Ohio Film Critics Association            | Cel mai bun scenariu - original        | Courtney Hunt     | Nominalizare |
| 2008 | Chicago Film Critics Association Awards 2008     | Cea mai bună actriță                   | Melissa Leo       | Nominalizare |
| 2008 | Chicago Film Critics Association Awards 2008     | Most Promising Filmmaker               | Courtney Hunt     | Nominalizare |
| 2008 | Detroit Film Critics Society                     | Cea mai bună actriță                   | Melissa Leo       | Nominalizare |
| 2008 | Florida Film Critics Circle Awards 2008          | Cea mai bună actriță                   | Melissa Leo       | Câștigat     |
| 2008 | Gotham Independent Film Awards 2008              | Cel mai bun film de lungmetraj         | Frozen River      | Câștigat     |
| 2008 | Gotham Independent Film Awards 2008              | cel mai bun actor debutant             | Melissa Leo       | Câștigat     |
| 2008 | Houston Film Critics Society Awards 2008         | Cea mai bună actriță în rol principal  | Melissa Leo       | Nominalizare |
| 2008 | Marrakech International Film Festival            | Cea mai bună actriță                   | Melissa Leo       | Câștigat     |
| 2008 | National Board of Review Awards 2008             | Top filme independente                 | Frozen River      | Nominalizare |
| 2008 | National Board of Review Awards 2008             | Best Directorial Debut                 | Courtney Hunt     | Câștigat     |
| 2008 | Stockholm International Film Festival            | Cel mai bun film                       | Frozen River      | Câștigat     |
| 2008 | Sundance Film Festival                           | Marele Premiu al Juriului - dramă      | Frozen River      | Câștigat     |
| 2008 | Toronto Film Critics Association Awards 2008     | Cel mai bun film de debut - lungmetraj | Frozen River      | Nominalizare |
| 2008 | Utah Film Critics Association Awards 2008        | Cea mai bună actriță                   | Melissa Leo       | Câștigat     |
| 2008 | Utah Film Critics Association Awards 2008        | Cea mai bună actriță în rol secundar   | Misty Upham       | Nominalizare |